# Československá basketbalová liga 1973-1974
La Československá basketbalová liga 1973-1974 è stata la 46ª edizione del massimo campionato cecoslovacco di pallacanestro maschile. La vittoria finale è stata ad appannaggio dello Slavia VŠ Praga.

## Risultati

### Stagione regolare
|     | Squadra             | G  | V  | P  | PF   | PS   | Pt. | Qualificazione |
| --- | ------------------- | -- | -- | -- | ---- | ---- | --- | -------------- |
| 1.  | Slavia VŠ Praga     | 22 | 20 | 2  | 2166 | 1763 | 42  |                |
| 2.  | Pardubice           | 22 | 19 | 3  | 2103 | 1800 | 41  |                |
| 3.  | Dukla Olomouc       | 22 | 16 | 6  | 2128 | 1902 | 38  |                |
| 4.  | Zbrojovka Brno      | 22 | 15 | 7  | 2042 | 1766 | 37  |                |
| 5.  | Tatran Ostrava      | 22 | 14 | 8  | 1780 | 1761 | 36  |                |
| 6.  | Sparta ČKD Praga    | 22 | 12 | 10 | 1903 | 1909 | 34  |                |
| 7.  | Baník Prievidza     | 22 | 11 | 11 | 1673 | 1721 | 33  |                |
| 8.  | Baník Handlová      | 22 | 7  | 15 | 1687 | 1853 | 29  |                |
| 9.  | Bohemians ČKD Praga | 22 | 6  | 16 | 1676 | 1883 | 28  |                |
| 10. | Inter Bratislava    | 22 | 5  | 17 | 1690 | 1977 | 27  | retrocesse     |
| 11. | Slavoj Vyšehrad     | 22 | 5  | 17 | 1713 | 1901 | 27  | retrocesse     |
| 12. | Technika Brno       | 22 | 2  | 20 | 1671 | 2005 | 24  | retrocesse     |

| Československá basketbalová liga 1973-1974 |
| ------------------------------------------ |
| Slavia VŠ Praga 7º titolo                  |

## Formazione vincitrice
| N° | Naz.                      | Ruolo | Sportivo         |  | Alt. |  |
| -- | ------------------------- | ----- | ---------------- |  | ---- |  |
|    | Cecoslovacchia (bandiera) | C     | Jiří Zídek       |  | 206  |  |
|    | Cecoslovacchia (bandiera) |       | Jiří Zedníček    |  | 193  |  |
|    | Cecoslovacchia (bandiera) |       | Jiří Růžička     |  | 186  |  |
|    | Cecoslovacchia (bandiera) |       | Jan Blažek       |  | 206  |  |
|    | Cecoslovacchia (bandiera) | P     | Gustav Hraška    |  | 187  |  |
|    | Cecoslovacchia (bandiera) | A     | Vlastibor Klimeš |  | 197  |  |
|    | Cecoslovacchia (bandiera) | A     | Vladimír Ptáček  |  | 201  |  |
|    | Cecoslovacchia (bandiera) |       | A. Žák           |  |      |  |
|    | Cecoslovacchia (bandiera) |       | Šístek           |  |      |  |
|    | Cecoslovacchia (bandiera) |       | Soukup           |  |      |  |
|    | Cecoslovacchia (bandiera) |       | L. Pospíšil      |  |      |  |
|    | Cecoslovacchia (bandiera) |       | Velenský         |  |      |  |
|    | Cecoslovacchia (bandiera) | All.  | Jaroslav Šíp     |  |      |  |

## Fonti
- Ing. Pavel Šimák: Historie československého basketbalu v číslech (1932-1985), Basketbalový svaz ÚV ČSTV, květen 1985, 174 stran
- Ing. Pavel Šimák: Historie československého basketbalu v číslech, II. část (1985-1992), Česká a slovenská basketbalová federace, březen 1993, 130 stran
- Juraj Gacík: Kronika československého a slovenského basketbalu (1919-1993), (1993-2000), vydáno 2000, 1. vyd, slovensky, BADEM, Žilina, 943 stran
- Jakub Bažant, Jiří Závozda: Nebáli se své odvahy, Československý basketbal v příbězích a faktech, 1. díl (1897-1993), 2014, Olympia, 464 stran